# 4982 Bartini
4982 Bartini (1977 PE1) là một tiểu hành tinh vành đai chính được phát hiện ngày 14 tháng 8 năm 1977 bởi Chernykh, N. S. ở Nauchnyj.